# بازیافت لاستیک تایر

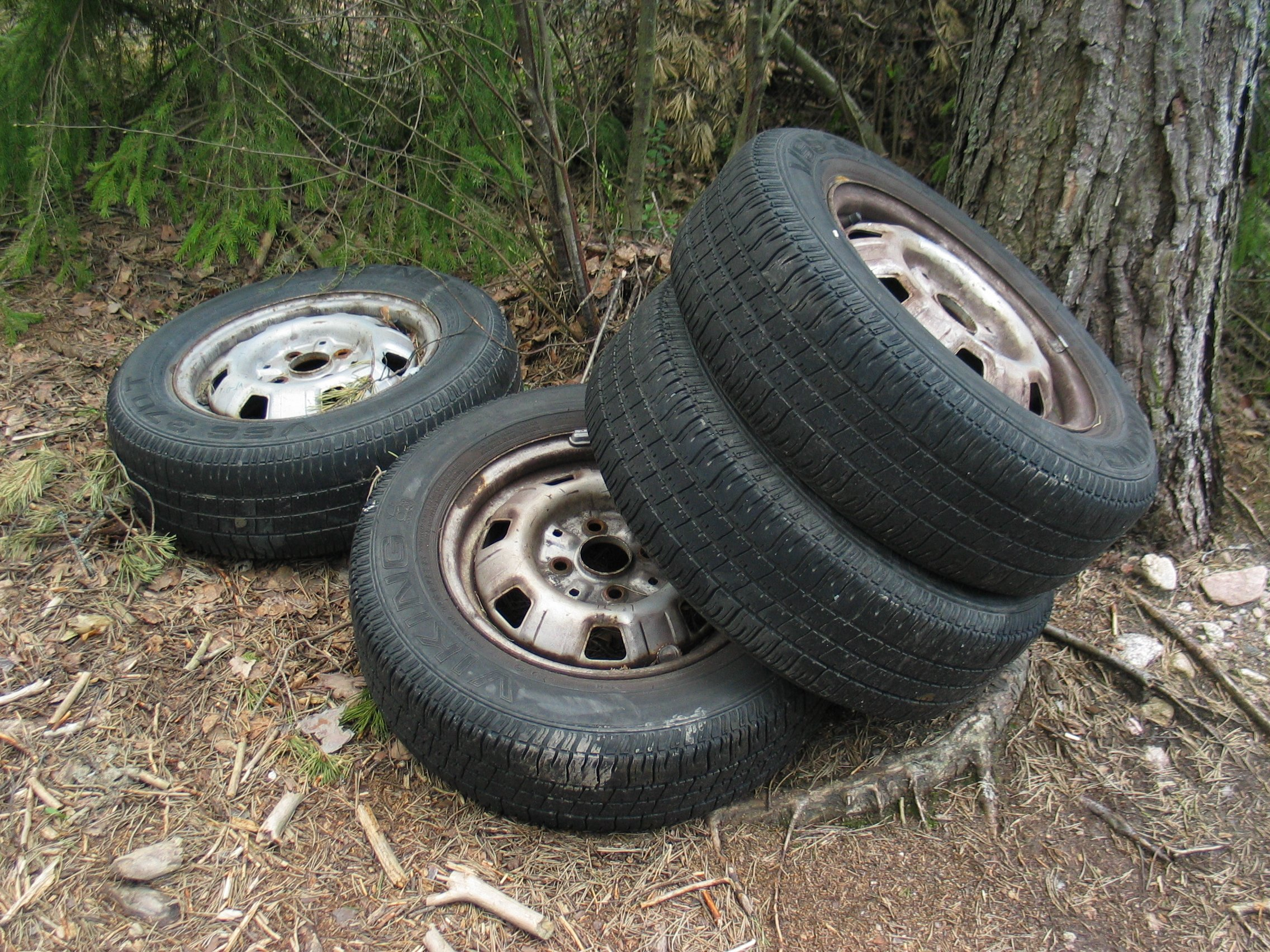
تایرها یکی از مزاحم‌ترین و پرحجم‌ترین زباله‌ها می‌باشند.

بازیافت لاستیک یا بازیافت تایر یا (به انگلیسی: tire recyle) یا (به انگلیسی: rubber recycling) فرایندی است که طی آن تایرهای خودرو که دیگر فرسوده قلمداد می‌شوند یا به دلیل پارگی و خرابی غیرقابل تعمیر دیگر برای استفاده مناسب نیستند بازیافت می‌شوند. این تایرها در زمرهٔ بزرگترین ضایعات محسوب مشوند که بسیار مشکل آفرین می‌باشد. این مشکل به دلیل تداوم و ماندگاری لاستیک و حجم زیاد تولیدی آن است. تخمین زده می‌شود که ۲۵۹ میلیون تایر هر ساله به دور ریخته می‌شوند. (این تخمین مربوط به ۱۹۸۰ تا ۱۹۹۰ میباشد.) همان مشکلی که تایرهای فرسوده را دردسر آفرین می‌سازد، یعنی: دسترسی ارزان، تجمع زیاد و مقاومت، آن‌ها را هدف خوبی برای بازیافت می‌کند. با این وجود نصف بیشتر تایرهای فرسوده تنها برای ارزش سوختیشان سوزانده می‌شوند. تقریباً در هر سال به ازاء هر نفر در دنیا یک تایر به دور ریخته می‌شود. تایرها را معمولاً برای استفاده در زمین‌های ورزشی مثل زمین بسکتبال و دو و میدانی، محصولات جدید صنعت کفش و کفپوش‌ها و چمن‌های مصنوعی بازیافت می‌کنند. لازم به توضیح است که بازیافت اولیه تایرها موادی به نام (خرده لاستیک) یا Crumb تولید می‌کنند که به عنوان مواد پرکن ارزان قیمت در صنایع مختلف استفاده می‌شود و اغلب با مقیاس کم تولید می‌شود.

## دورهٔ عمر لاستیک تایر
میزان عمر تایرها توسط 5 میزان زیر می‌تواند سنجیده شود:
1. توسعهٔ محصول و ابتکارات جدید در آن مانند ترکیبات بهبود یافته و شکل‌دهی خمیدگی، عمر تایر را افزایش می‌دهد، مدت زمان تعویض را بلندتر می‌کند و امنیت سرنشینان خودرو را افزایش می‌دهد و میزان تایرهای فرسوده را کم‌تر می‌کند.
2. تولید درست و با کیفیت بالا میزان تلفات را در تولید کم می‌کند.
3. تحویل مستقیم محصول به خرده فروشان، زمان نگهداری را در انبار کم می‌کند و این اطمینان را می‌دهد که طول عمر و امنیت محصولات به درستی به مشتریان توضیح داده شده باشد.
4. استفادهٔ مصرف‌کنندگان و نوع تعمیر و نگهداری مانند تعویض جای تایرها برای ایجاد فرسودگی یکنواخت می‌تواند در عمر تایر بسیار مؤثر باشد.
5. سیاست تولیدکنندگان و خرده فروشان در بازپس گرفتن تایر، ریسمان‌کشی دوباره و تعویض آن برای کاهش تلفات به وجود آمده در تایر و همچنین پذیرش مسئولیت مرخص کردن تایرها یا بازتولید آن.[۳]

## دفن در گورستان لاستیک
گورستان لاستیک یا Landfill به جایی گفته می‌شود که تایرها در زیر زمین دفن می‌شوند. تایرها اصولاً زباله‌های خوبی محسوب نمی‌شوند. از این جهت که جاگیر هستند و از خود ضایعات بدی به جای می‌گذارند. در گورستان‌های لاستیک با تولید گاز متان گاه باعث ایجاد آتش‌سوزی می‌شوند و همچنین برای حشرات موذی محیطی مناسب ایجاد می‌کنند. دفن تایرها در زیر زمین و تولید گاز توسط آن‌ها منتج به پدیده‌ای به نام حباب‌زایی می‌شود که این حباب‌های گازی باعث آلوده شدن منابع زیرزمینی مانند آب می‌شوند. در بسیاری از کشورها از جمله ایران این کار ممنوع اعلام شده‌است.

## موارد کاربرد و محصولات
هرچند تایرها بیشتر سوزانده می‌شوند تا اینکه بازیافت شوند تلاش‌های زیادی برای ارزش‌گذاری برای بازیافت انجام شده‌است. تایرها را می‌توان به محصولات مختلفی بازیافت نمود. از آن جمله می‌توان به آسفالت گرم اشاره کرد که در آن تکه‌های لاستیک با عنوان crumb rubber به آسفالت اضافه می‌شوند. این کار باعث بهبود خواص آسفالت شده و آن را به آسفالت پلیمری تبدیل می‌کند. با این کار آسفالت دوام بیشتری یافته و زود ترک نمی‌خورد. همچنین از لاستیک بازیافتی در سیمان بتن‌های پرتلند نیز استفاده می‌کنند. از طرفی از تایرهای فرسوده می‌توان در ساخت تایرهای جدید استفاده کرد. در موارد از خود تایر بازیافت نشده به عنوان نگه دارندهٔ آب یا مواد در باغبانی و جلوگیری از علف هرز استفاده می‌کنند. محصولات دیگری که از مواد بازیافتی لاستیک استفاده می‌کنند می‌توان به کفپوش لاستیکی و چمن مصنوعی اشاره کرد.

## روش‌های بازیافت
روش‌های بازیافت لاستیک به دو شاخهٔ مکانیکی و شیمیایی تقسیم‌بندی می‌شوند.
در روش مکانیکی لاستیک تایر به تکه‌های کوچکتر تقسیم می‌شوند. این کار در چند مرحله و توسط دستگاه‌های خردکن (Shredder) و آسیاب (Granulator) انجام می‌شوند. هر مرحله از این روش محصولات متفاوتی تولید می‌کند که در صنایع مختلف کاربرد دارد. برخی صنایع از گرانولهای درشت استفاده کرده و برخی دیگر به پودر بسیار نرم لاستیک احتیاح دارند.
در روش شیمیایی یا تایر سوزانده می‌شوند و از زغال و سیم‌های فلزی باقی مانده‌استفاده می‌شود یا تایر پیرولیز می‌شود. در روش پیرولیز تایر در خلاء سوزانده می‌شود. در این روش محصولاتی مانند سوخت (سوختی مانند گازوئیل)، روغن و غیره استخراج می‌گردد. لازم به توضیح است که در روش شیمیایی نیز از تایرهای خرد شده‌ استفاده می‌شود، تکه لاستیک‌هایی که به crumb معروف هستند.

## محصولات بازیافت
محصولات بازیافتی تایر بسته به بازیافت مکانیکی یا شیمیایی متفاوت هستند ولی به صورت کلی به محصولات زیر می‌توان اشاره کرد:
1. گرانول لاستیک
2. پودر لاستیک
3. فلز بازیافتی
4. لاستیک احیاء شده یا reclaimed rubber
5. آسفالت و قیر پلیمری
6. سوخت گازوئیلی
7. باتری خودرو

## احیاء
در طی فرایند خردکردن مکانیکی لاستیک ساختار مولکول‌های تایر تغیر پیدا می‌کنند، پدیده‌ای که به نام devulcanization معروف است. در طی فرایندی به نام احیاء یا reclaim لاستیک‌های خرد شده تحت فشارهای ترمومکانیکی قرار می‌گیرند کاری که به thermo mechanical treatment معروف می‌باشد. در طی این فرایند مولکول‌های لاستیک خواص اصلی خود را پیدا کرده و لاستیک احیاء شده تولید می‌شود. از این لاستیک می‌توان دوباره در فرایند تولید تایر استفاده کرد.

## پیرولیز تایر
پیرولیز تایر به فرایندی گفته می‌شود که لاستیک‌های خرد شدهٔ تایر طی فرایندی گرماگیر در خلاء تصعید و
سپس بخار هیدرو کربنی حاصله در کندانسورها تقطیر شده و بهروغن پیرولیز که عمدهٔ آن سوخت گازوئیلی می‌باشد تبدیل می‌شوند.